# Richard Dysart
Richard Allen Dysart, född 30 mars 1929 i Boston i Massachusetts, död 5 april 2015 i Santa Monica, Kalifornien, var en amerikansk skådespelare. Dysart är känd för rollerna som Leland McKenzie i Lagens änglar och som general Dwight D. Eisenhower i filmen The Last Days of Patton. 

## Filmografi i urval
- 1968 – Petulia
- 1969 – Urladdning
- 1971 – Kliniken
- 1972 – All In The Family (TV-serie)
- 1974 – Miss Jane Pittmans självbiografi
- 1975 – Hindenburg
- 1975 – Baretta (TV-serie)
- 1979 – Välkommen Mr. Chance!
- 1982 – The Thing
- 1985 – Falken och snömannen
- 1985 – Mask
- 1985 – Malice in Wonderland (TV-film)
- 1985 – Pale Rider
- 1986 – Laputa – slottet i himlen (röst i engelskspråkig dubbning)
- 1986 – The Last Days of Patton
- 1986–1994 – Lagens änglar (TV-serie)
- 1987 – Wall Street
- 1989 – Krig och hågkomst (TV-serie)
- 1990 – Tillbaka till framtiden del III
- 1992–1994 – Batman: The Animated Series (TV-serie)
- 1995 – Truman
- 2002 – Lagens änglar - The movie